# Kalmars historia

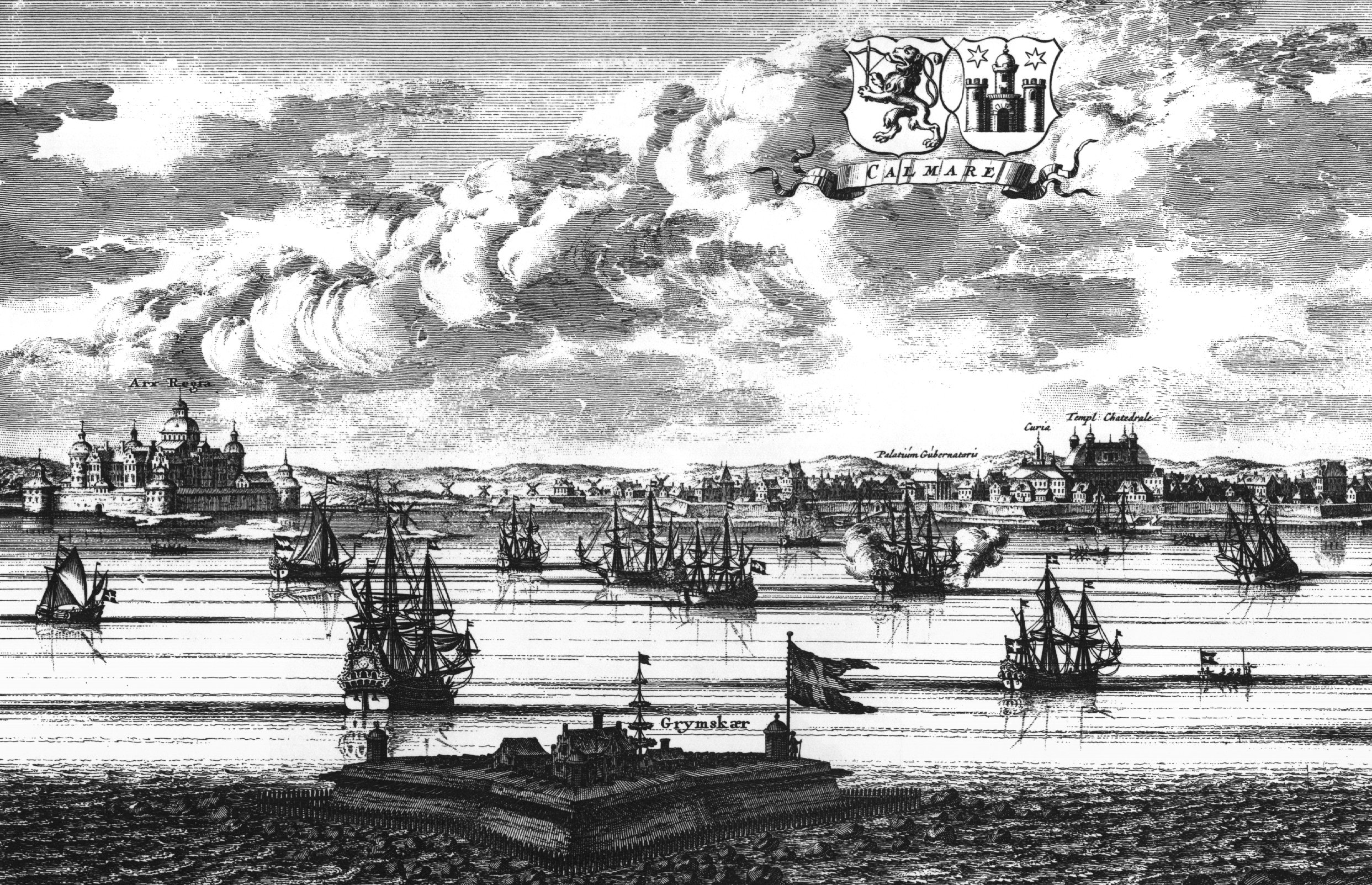
Kalmar omkring år 1700. Ur Suecia antiqua et hodierna.

Kalmars historia präglas av att staden byggts och vuxit vid vattnet. Det är till största delen över vattnet som omvärlden kommit till Kalmar.
Ursprungligen kommer namnet troligen från en ö (Stensö?), som gav namn till sundet (Kalmarsund), som senare gav namn till den medeltida stad som växte fram vid sundet. Kalmar nämns för första gången i kända källor på Södermanlands runinskrifter 333  i Södermanland från tidigt på 1000-talet, där det berättas om en man som "[...] blev dräpt ute i Kalmarsund [...].   I den fornnordiska skaldedikten Sigurðarbölkr från omkring år 1140 nämns platsen: "[...] Män angjorde den högättade kungens långa skepp vid Kalmarnes.". Kalmar är bildat från kalm, stenröse, och den i svenska ortnamn vanliga ändelsen –arn, grusig ö.
Kalmar har börjat som en handelsplats vid en hamn belägen vid en mycket gammal handelsväg i Kalmarsund innanför Öland. Den första stadsliknande bebyggelsen var på Slottsholmen där det från början av 1100-talet var riklig bebyggelse och som mot slutet av 1100-talet var tydligt urbaniserad. När slottet byggdes upp flyttade bebyggelsen till fastlandet, det som idag kallas Gamla stan.
Kalmars äldsta stadssigill härrör från mitten av 1200-talet och är Nordens äldsta bevarade. Det föreställer ett krenelerat torn, möjligen den kastal som funnits på platsen sedan 1100-talet. Under 1200-talet tillkom en stadsmur, liksom ett dominikankloster samt ett helgeandshus. Ett nunnekloster för dominikanorden tillkom även någon gång efter 1299. Kalmar var 1266 mötesplats då kardinal Guido sammanträffade med Birger Jarl och ärkebiskop Laurentius. 1285 höll Magnus Ladulås ett stormöte i Kalmar med representanter för ett flertal hansestäder för att medla mellan dem och norske kungen. 1332 valdes Magnus Eriksson till kung över Skåne på ett möte i Kalmar.
Vid mitten av 1200-talet var Kalmar en av Sveriges viktigaste städer, en efter nordiska förhållanden blomstrande handelsstad, som dominerades av rika handelsmän av tysk härkomst. I synnerhet anses dessa ha kontrollerat utrikeshandeln. Exporten bestod av tjära, sten och bräder, smör, råg, hudar och tidigt av järn. Stenen bröts ur det öländska kalkberget. Tjära och bräder kom ur Smålands skogar. Saltet var en viktig importvara. Andra vanliga varor som togs hem från utländska orter var öl, vin, tyg, malt och kryddor. Kalmar hade viktiga förbindelser med medeltida Hansan (tyskt handelsförbund). Ända fram mot Gustav Vasas tid tycks handeln till betydande del ha legat i tyska händer.
Vid den nuvarande stadens ytterkant, där land och stad steglöst övergår i varandra finns en krans av järnåldersgravfält visar att bebyggelsehistorien i Kalmar sträcker sig tillbaka till förhistorisk tid. De flesta av de flera tusen fasta fornlämningarna som är belägna inom Kalmar kommun härrör från järnåldern. 

## Slottet

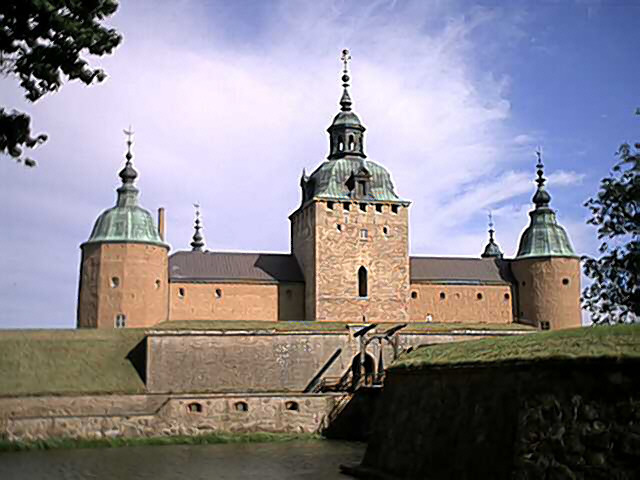
Kalmar slott.

Slottets äldsta kända del var ett fristående rundtorn, en kastal, rest under 1100-talet. Delar av den finns fortfarande under det nuvarande slottets nordöstra hörn. Kastalen ingick i ett system av torn längst Östersjökusten. Under 1200-talet byggdes kastalen i Kalmar ut till en  borg. Här höll till exempel drottning Margareta 1397 rådsmötet som avsåg att förena de tre nordiska rikena till en union för framtiden. Det slott vi ser i dag är en renässansborg, en Vasaborg, även om betydande delar är av medeltida ursprung. Det är Gustav Vasa och hans söner Erik och Johan som har satt sin prägel på det nuvarande slottet.  Medeltidsborgen förvandlades till ett renässansslott och en modern försvarsanläggning av Gustav Vasa och hans söner. Runt borgen anlades en kraftign yttre sten- och jordvall till skydd mot artilleriet, vid denna tid ett nytt och fruktat vapen. De fyra hörnen försågs med runda hörntorn, postejer, utrustade med kanoner. Gustav såg mest till slottets nytta, medan hans söner Erik XIV och Johan III svarade för den konstnärliga utsmyckningen m.m. De hade hjälp av utländska arkitekter och konstnärer som inredde slottet. Vid slutet av 1600-talet inleds en lång tid av förfall. Det anrika byggnadsverket som hade belägrats 22 gånger under 394 år, men aldrig tagits genom stormning, degraderades nu till fängelse, spannmålsupplag och kronobränneri. Mycket av den praktfulla inredningen förstördes. Det kom till och med förslag om att slottet skulle rivas. På 1850-talet började ett renoveringsarbete som sedan har fortsatt fram till vår tid.

## Staden flyttas
Under Kalmarkriget 1611–13 förstördes en stor del av dåvarande Kalmar, till stor del på grund av den danska belägringen av staden mellan den 3 maj till den 3 augusti 1611, då staden kapitulerade. Under belägringen skedde även ett fältslag den 17–19 juli, som slutade med en dansk seger. 1611 har ansetts vara stadens genom tidernas olyckligaste år. I myterna om det olyckliga kriget spelar Krister Some, en stor roll. Han sägs vara en förrädare som kapitulerade och uppgav slottet till den danska kungen Kristian IV.

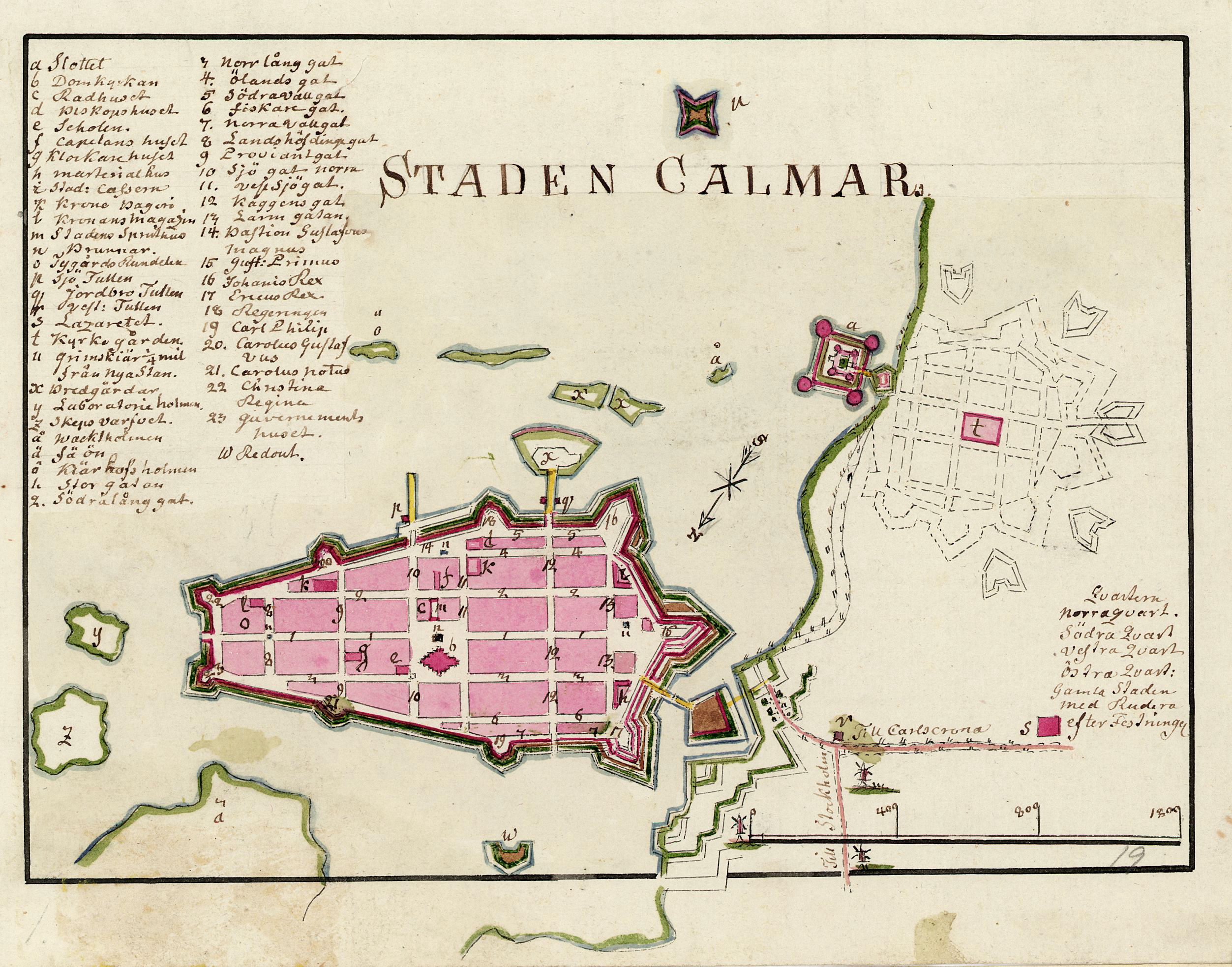
Karta över Kalmars belägenhet på Kvarnholmen efter flytten i början av 1800-talet.

Slottet och den brända och förstörda staden var under två år i danskarnas händer. När staden sedan under mycket möda hade byggts upp igen kom den svåra branden 1647. Redan 1639 hade generalkvartermästare Johan Wärnschiöld börjat arbeta på en befästnings- och stadsplan för Kvarnholmen. 1647 togs det slutliga beslutet att staden skulle flyttas, och 1657 var flyttningen i det närmaste fullbordad.  Kvarnholmen befästes med vallar och bastioner. Innanför stadsmuren stakades en symmetrisk stadsplan ut med raka gator kring länsresidenset och kyrkan, staden byggdes upp efter ritningar. Det nya Kalmar blev en fästningsstad, riksgränsen flyttades söderut. Sedan blev Sverige större, Kalmar förlorade i betydelse och blev en provinsstad.

## Befästningen
Den svenska flottans huvudstation flyttades 1689 från Kalmar till den nya staden Karlskrona. 1786 stadgades i ett kungligt brev att Kalmar inte längre skulle anses som fästning och 1792 drogs garnisonen i staden in. Också den befästa ön Grimskär förlorade sin militära betydelse när huvudfästningen nedlades. 1797 lyftes fästningsportarna av och Kalmar blev för första gången i sin historia en öppen stad, även om stadstullen i princip fram till 1860 krävde kontroll av alla varor och personer som passerade ut och in genom staden. 1822 dömdes fästningsverken ut och murarna som omgav Kvarnholmen lämnades åt sitt förfall fram till 1860-talet då de började rivas. Under några decennier raserades åtskilligt av stadens fästningsverk. I boken Kalmar och kalmarbor under 1600-talet beskrivs Kalmars historia under 1600-talet.

## Bebyggelse

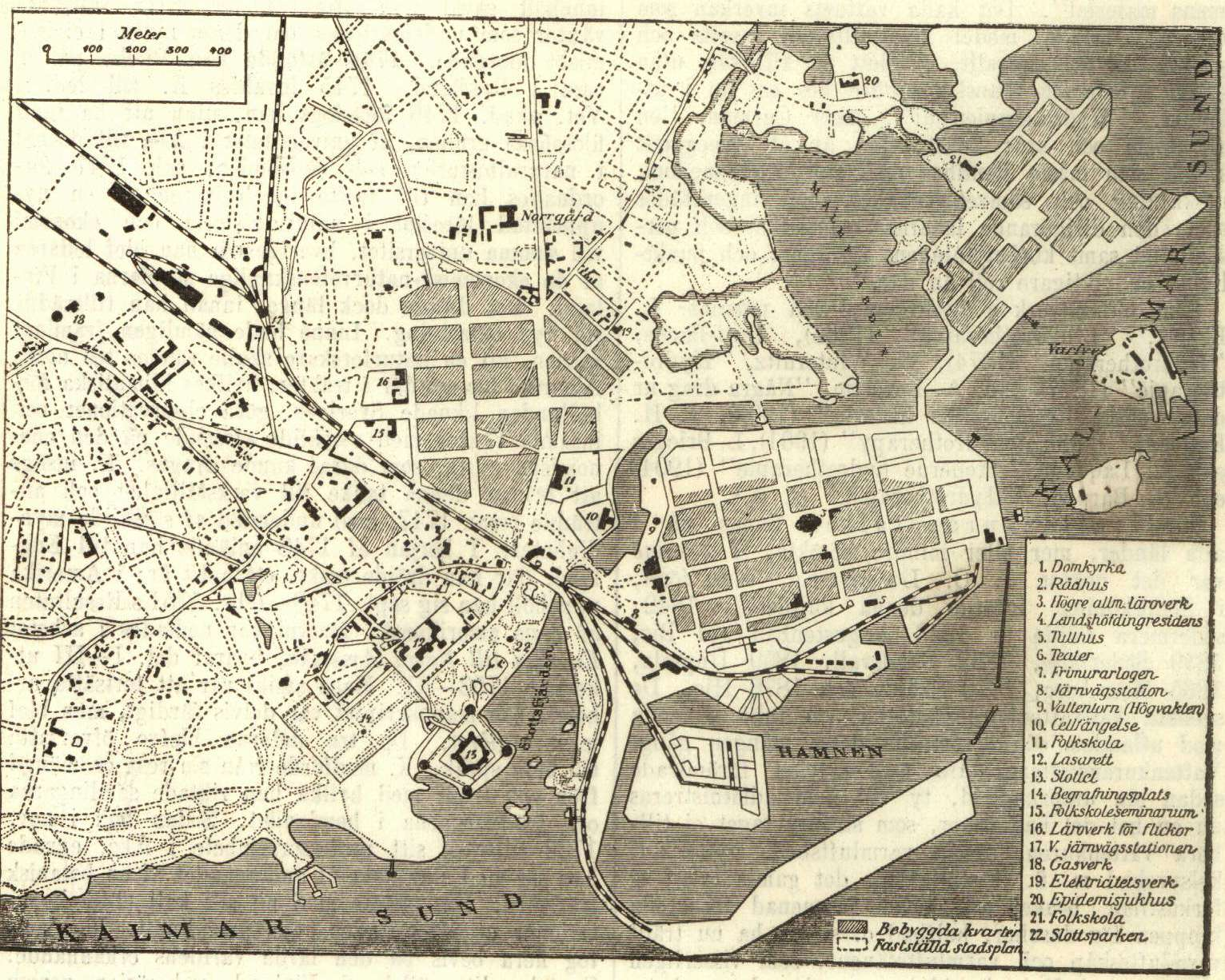
Kalmar omkring 1910.

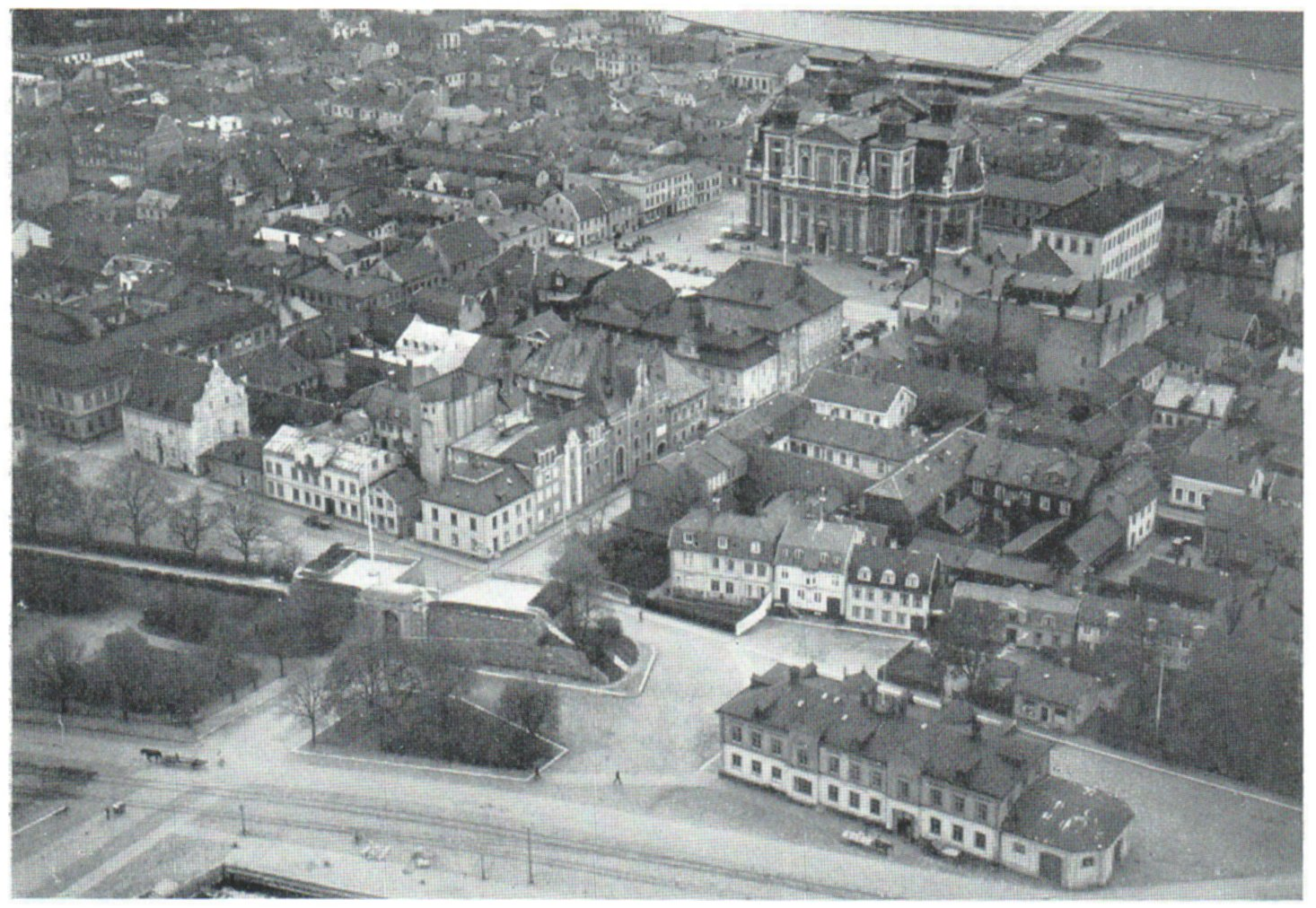
Kalmar 1930. Ur Svensk världsatlas.

En bit in på 1800-talet började Kalmar växa utanför fästningsstaden. Med järnvägen 1874 bröts vallarna framför järnvägsstationen igenom och delar av slottsfjärden utfylldes. Teatern och frimurarehotellet byggdes. Västerport vid fängelsebron nedanför gamla vattentornet var stadens infart på landsidan. Vindbryggan, som en gång fanns där, togs bort på 1800-talets första del och ersattes av den färdiga tullbron 1850. Linné var fascinerad av Kalmar och alla stenhus som var ovanliga utanför Stockholm på 1700-talet. De vittnar om att byggherrarna var rika trots de hårda tiderna. Än idag bär Kvarnholmen en tydlig prägel av gammal handelsstad, inte minst genom de hissbommar, som likt kanoner, sticker ut från gavlar och vindskupor på köpmanshusen. Det var Karl X Gustav som hade beordrat kalmarborgarna att bygga i sten. De som byggde i trä hotades med höga böter, vilket inte var så konstigt eftersom trähusen lätt brann ner under de stora stadsbränderna. Västra Kvarnholmen eldhärjades 1679 och 1765 och de östra delarna 1800. De två kvarteren mellan Lilla Torget och Stortorget är det enda område som helt skonats från eld. I centrum på Kvarnholmen ligger domkyrkan och på andra sidan stortorget rådhuset från 1680-talet. Stortorgets alla byggnader vittnar om att både kronan, kyrkan och borgerskapet tillmätte den nya staden hög status. Kalmars domkyrka var ett skrytbygge, den är byggd av öländsk kalksten, granit och inflätade kalkstenar. Den var 1600-talets och barockens förnämsta kyrkliga byggnadsverk i Sverige, ett stormaktstidens skyltfönster.
Ända in på 1950-talet låg 1600-talets stadsplan och bebyggelsetyp orubbad. Under 1960- och 1970-talet revs delar av innerstadens gamla bebyggelse och ersattes av banklokaler, varuhus och parkeringsplatser. Stadssaneringen innebar den häftigaste förändringen av Kalmars stadsbild sedan den medeltida staden demolerades och den nya på Kvarnholmen byggdes. Dock är kulturmiljön bättre bevarad i Kalmar än i många andra svenska städer. En och en halv meter under nutidens "gamla staden" ligger medeltidens stad. Det som inte kom till användning av de raserade vallarna vid byggandet av den nya staden på Kvarnholmen, jämnades ut som ett täcke över medeltidsstaden, vilken bokstavligt talat försvann under schaktmassorna. Av medeltidsstadens och 1500-talets stad återstår i dag bara obetydliga delar av ringmuren ovan jord, t.ex. vid Skansgatan, och av det sena 1500-talets stadsbefästning, bastionen Skansen.Kungen då var Karl XV.

## Viktigare händelser i historien

### Till 1400-talet
- 1123 - Kalmare ledung: en norsk flotta led av Sigurd Jorsalafare angriper Småland och bränner ner staden under förevändningen att kristna den ännu delvis hedniska befolkningen.
- 1100-talets slut – En kastal byggs i anslutning till staden på uppdrag av Knut Eriksson
- 1280-talet – Magnus Ladulås låter bygga en försvarsborg runt kastalen som byggts tidigare, vilket skapar Kalmar slott
- 1397 – stod Kalmar slott i centrum för en av de viktigaste politiska händelserna i Nordens historia: bildandet av Kalmarunionen under ledning av drottning Margareta
- 1483 – Kalmar recess hålls mellan Sverige, Danmark och Norge

### 1500-talet

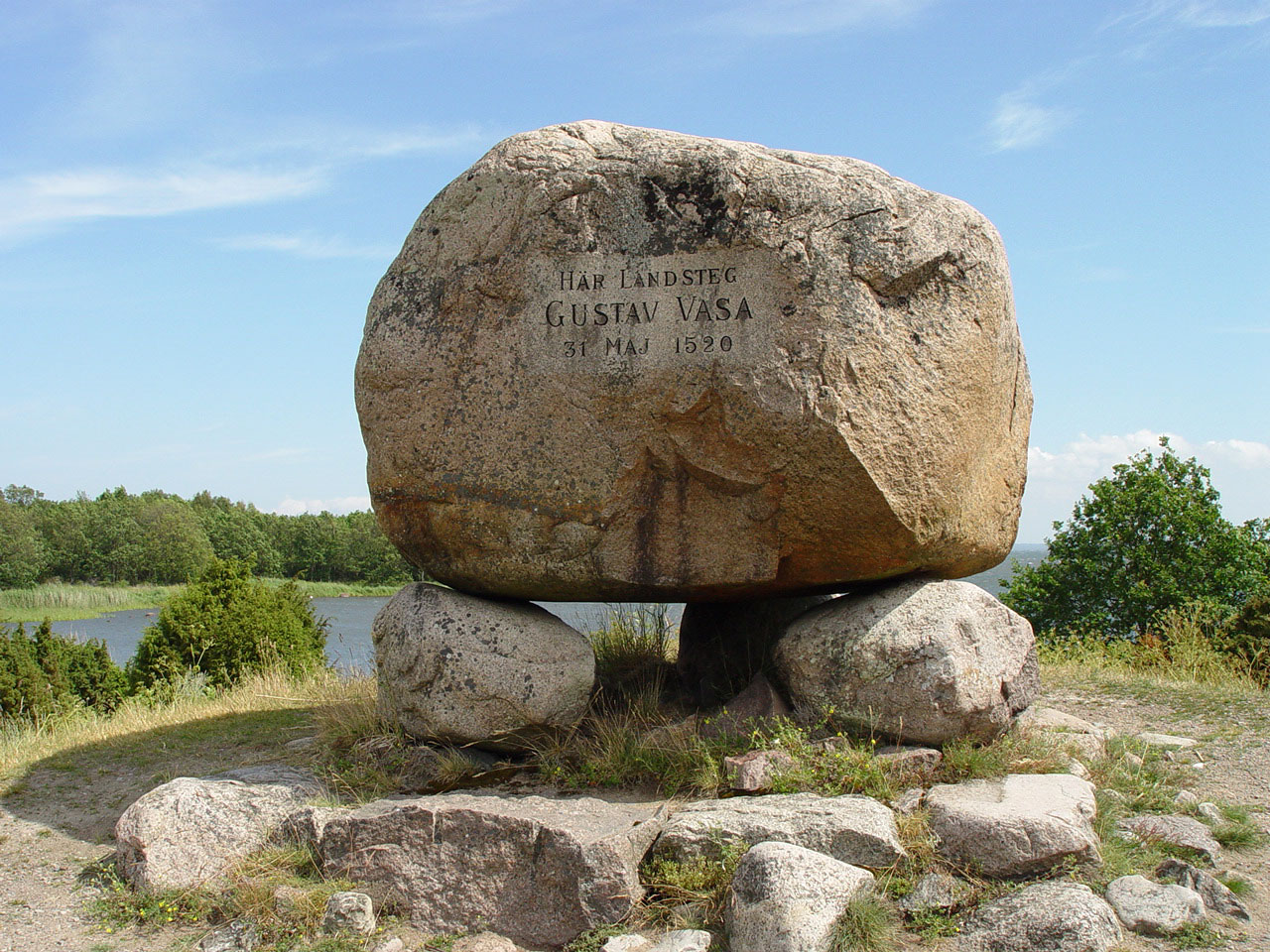
Stensö udde

- 1500-talet – Kalmar slott byggs på uppdrag av Gustav Vasa och hans söner om till ett renässansslott
- 1505 och 1599: Kalmar blodbad
- 1520 – Gustav Vasa landstiger på Stensö udde den 31 maj.
- 1525 – Intas slutligen av svenska trupper efter mångårig belägring
- 1587 – Kalmar stadgar mellan Sverige och Polen undertecknas av Johan III och Sigismund

### 1600-talet
- 1600-talet – Kalmars stadskärna Kvarnholmen befästs med en ringmur
- 1602 – Kalmar stift grundas genom uppdelning av Linköpings stift
- 1611 – Danska trupper intar slottet och bränner staden
- 1634 – Kalmar län, med Kalmar som residensstad, bildas
- 1647 – En eldsvåda lägger Kalmar i aska, staden flyttas av fortifikatoriska skäl till Kvarnholmen. Borgmästare var under en tid holländaren Hans Veerklas. Han adlades sedermera till Silfverlåås 1647 vid Törnerum, Ryssby.

### 1700-talet
- Omkring år 1700 – Kalmar domkyrka står färdigbyggd

### 1800-talet
- 1874 – förbinds Kalmar stad med järnvägsnätet när Alvesta-Växjö-Kalmar är helt komplett. Industrialiseringen påbörjas om än att den tar sig svagare uttryck i staden än på andra håll vid samma tid. Ångkvarnen (nuvarande Kalmar läns museum) byggs vid denna tid.

### 1900-talet
- 1915 – Kalmar stift går upp i Växjö stift
- 1972 – Ölandsbron invigs
- 1986 – Kalmar läns museum flyttar in i nya lokaler där den gamla ångkvarnen låg. Den imponerande tegelbyggnaden sex våningar hög räddades undan rivning efter en tidvis hård bevarandedebatt.

### 2000-talet
- 2005 – Den största svenska myntskatten tas upp från Regalskeppet Kronan som förliste vid Slaget vid Ölands södra udde år 1676. Skatten förs till Kalmar läns museum.